# Перелазовский район
Перелазовский район — административно-территориальная единица в составе Сталинградского края, Сталинградской и Каменской областей, существовавшая в 1935—1959 годах. Центр — хутор Перелазовский.
Перелазовский район был образован в составе Сталинградского края 25 января 1935 года из частей Клетского и Серафимовичского районов.
В состав района вошли сельсоветы В.-Донщинский, В.-Черенский, Зотовский, Иванушенский, Калмыковский, Липовский, Мансаровский, Н.-Царицынский, Перелазовский из Клетского района, а также Астаховский, Белавинский, Блиновский, Жирновский, Малаховский, Песчановский, Ст.-Пронинский из Серафимовичского района.
5 декабря 1936 года Перелазовский район вошёл в Сталинградскую область.
31 июля 1939 года Астаховский и Белавинский с/с были переданы в Боковский район Ростовской области.
6 января 1954 года Перелазовский район был передан в Каменскую область, но уже 23 июня возвращён обратно.
18 июня 1954 года Максаревский с/с был присоединён к Перелазовскому, Липовский — к Больше-Донщинскому, Зотовский — к Калмыковскому, Жирковский — к Ново-Цаирцынскому, Иванушинский — к Верхне-Черенскому.
20 марта 1959 года Блиновский и Малаховский с/с были присоединены к Пронинскому, Больше-Донщинский — к Перелазовскому, Ново-Царицынский — к Верхне-Черенскому.
20 августа 1959 года Перелазовский район был упразднён, а его территория разделена между Клетским и Серафимовичским районами.